# Clyde Borg
Clyde Borg (20 marzo 1992) è un calciatore maltese, centrocampista del Marsa.

## Carriera

### Club
Ha esordito con il Floriana nel 2008, a 16 anni, disputando sempre il campionato di massima serie vincendo il titolo nel 2011.

### Nazionale
Ha esordito in Nazionale nell'amichevole dell'11 novembre 2015 contro la Giordania. Il 5 ottobre 2017 disputa l'incontro di qualificazione ai Mondiali 2018 contro la Lituania.